# Corgatha nawai
Corgatha nawai är en fjärilsart som beskrevs av Nagano 1918. Corgatha nawai ingår i släktet Corgatha och familjen nattflyn. Inga underarter finns listade i Catalogue of Life.